# Équipe d'Autriche masculine de basket-ball
Cet article traite de l'équipe masculine. Pour l'équipe féminine, voir Équipe d'Autriche féminine de basket-ball.
Maillots
L'équipe d'Autriche masculine de basket-ball (allemand autrichien : Österreichische Basketballnationalmannschaft) est l'équipe nationale qui représente l'Autriche dans les compétitions internationales masculine de basket-ball. Elle est placée sous l'égide de la Fédération autrichienne de basket-ball (ÖBV). L'équipe est affiliée à la FIBA depuis 1934. Son surnom est "Unsere Burschen", ce qui signifie « Nos garçons ».
L'Autriche a participé à l'EuroBasket à six reprises au cours de son histoire. Sa meilleure performance globale a eu lieu lors du tournoi de 1951. Cependant, l'équipe est toujours en quête de qualification pour sa première participation à la Coupe du monde.

## Parcours aux Jeux olympiques
- 1936 : Non qualifiée
- 1948 : Non qualifiée
- 1952 : Non qualifiée
- 1956 : Non qualifiée
- 1960 : Non qualifiée
- 1964 : Non qualifiée
- 1968 : Non qualifiée
- 1972 : Non qualifiée
- 1976 : Non qualifiée
- 1980 : Non qualifiée
- 1984 : Non qualifiée
- 1988 : Non qualifiée
- 1992 : Non qualifiée
- 1996 : Non qualifiée
- 2000 : Non qualifiée
- 2004 : Non qualifiée
- 2008 : Non qualifiée
- 2012 : Non qualifiée
- 2016 : Non qualifiée
- 2020 : Non qualifiée
- 2024 : Non qualifiée

## Parcours aux Championnats du Monde
- 1950 : Non qualifiée
- 1954 : Non qualifiée
- 1959 : Non qualifiée
- 1963 : Non qualifiée
- 1967 : Non qualifiée
- 1970 : Non qualifiée
- 1974 : Non qualifiée
- 1978 : Non qualifiée
- 1982 : Non qualifiée
- 1986 : Non qualifiée
- 1990 : Non qualifiée
- 1994 : Non qualifiée
- 1998 : Non qualifiée
- 2002 : Non qualifiée
- 2006 : Non qualifiée
- 2010 : Non qualifiée
- 2014 : Non qualifiée
- 2019 : Non qualifiée
- 2023 : Non qualifiée

## Parcours en Championnat d'Europe

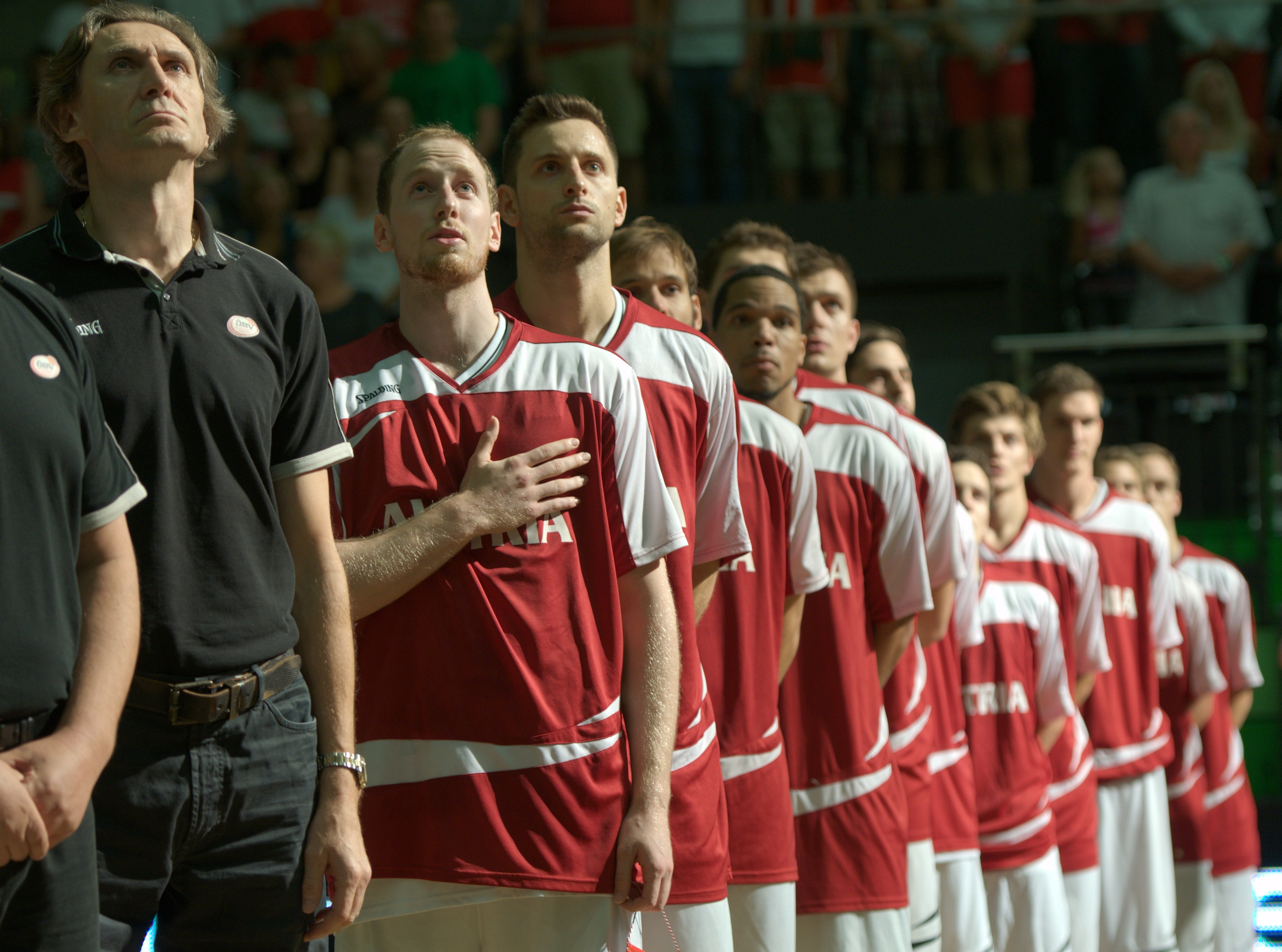
Les joueurs de l'équipe nationale en 2012 lors de l'hymne, avant un match de qualification pour l'Euro 2013 contre la Croatie

Voici le parcours  en Championnat d'Europe :
- 1935 : Non qualifiée
- 1937 : Non qualifiée
- 1939 : Non qualifiée
- 1946 : Non qualifiée
- 1947 : 12e
- 1949 : Non qualifiée
- 1951 : 11e
- 1953 : Non qualifiée
- 1955 : 13e
- 1957 : 14e
- 1959 : 16e
- 1961 : Non qualifiée
- 1963 : Non qualifiée
- 1965 : Non qualifiée
- 1967 : Non qualifiée
- 1969 : Non qualifiée
- 1971 : Non qualifiée
- 1973 : Non qualifiée
- 1975 : Non qualifiée
- 1977 : 12e
- 1979 : Non qualifiée
- 1981 : Non qualifiée
- 1983 : Non qualifiée
- 1985 : Non qualifiée
- 1987 : Non qualifiée
- 1989 : Non qualifiée
- 1991 : Non qualifiée
- 1993 : Non qualifiée
- 1995 : Non qualifiée
- 1997 : Non qualifiée
- 1999 : Non qualifiée
- 2001 : Non qualifiée
- 2003 : Non qualifiée
- 2005 : Non qualifiée
- 2007 : Non qualifiée
- 2009 : Non qualifiée
- 2011 : Non qualifiée
- 2013 : Non qualifiée
- 2015 : Non qualifiée
- 2017 : Non qualifiée
- 2022 : Non qualifiée
- 2025 : Non qualifiée

## Joueurs célèbres et marquants
Le basketteur autrichien Jakob Pöltl s'est démarqué en étant le premier et à ce jour seul autrichien à avoir joué en NBA. Il a été drafté lors du premier tour à la 9e position pour la draft 2016, il a été choisi par les Raptors de Toronto.